# Hans Beck (Mathematiker)
Hans Heinrich Rudolf Beck (* 16. August 1876 in Altzarrendorf, Kreis Grimmen, Provinz Pommern; † 24. Oktober 1942 in Bonn) war ein deutscher Mathematiker.

## Leben und Wirken
Nach dem Besuch der Volksschule in Jeeser und des Gymnasiums in Greifswald, wo er Ostern 1895 die Reifeprüfung bestand, studierte Hans Beck Mathematik, Physik und Chemie an der Königlichen Universität zu Greifswald. Am 25. und 26. Februar 1899 legte er daselbst das examen pro facultate docendi (Vorgänger des Staatsexamens) ab. Sein pädagogisches Seminarjahr absolvierte er 1899/1900 am Ratsgymnasium Goslar und wurde anschließend als wissenschaftlicher Hilfslehrer zur Ableistung seines Probejahres an die Klosterschule Ilfeld versetzt. Anschließend wurde er als Krankheitsvertretung an das Kaiserin-Auguste-Victoria-Gymnasium in Linden berufen. Ab Ostern 1902 war er Oberlehrer an der Dortmunder Oberrealschule, anschließend ab Ostern 1903 an der Realschule III in Hannover und von 1909 bis 1917 in Charlottenburg.
1905 promovierte Beck an der Rheinischen Friedrich-Wilhelms-Universität in Bonn mit einer Dissertation über Strahlenketten im hyperbolischen Raum. 1917 erhielt er einen Ruf an die Universität Bonn, zunächst als außerordentlicher Professor, ab 1920 als ordentlicher Professor. Am 15. November 1918 wurde Beck als Mitglied für die Fachsektion Mathematik und Astronomie in die Deutsche Akademie der Naturforscher Leopoldina gewählt (Matrikelnummer 3411). Beck war Mitglied der Deutschen Mathematiker-Vereinigung, der Berliner Mathematischen Gesellschaft und der Circolo Matematico di Palermo.

## Werke (Auswahl)
- Hans Beck: Über einige physikalische Begriffe. Herfort, Dortmund 1902. Digitalisat
- Hans Beck: Die Strahlenketten im hyperbolischen Raum. Inaugural-Dissertation zur Erlangung der philosophischen Doktorwürde der hohen philosophischen Fakultät der Rheinischen Friedrich-Wilhelms-Universität in Bonn vorgelegt von Hans Beck aus Hannover. Wilh. Riemschneider, Hannover 1905.
- Maxime Bôcher: Einführung in die höhere Algebra. Deutsch von Hans Beck. Mit einem Geleitwort von E. Study. B. G. Teubner, Leipzig, Berlin 1910 (2. Auflage 1925).
- Hans Beck: Koordinatengeometrie. Mit 47 Textabbildungen. Erster Band: Die Ebene. Verlag von Julius Springer, Berlin 1919.
- Hans Beck: Einführung in die Axiomatik der Algebra (= Göschens Lehrbücherei. Band 6). Walter de Gruyter & Co., Berlin, Leipzig 1926 (X, 198 S.).